# George Gershwin Songs, Vol. 1
《George Gershwin Songs, Vol. 1》은 1939년 데카 레코드에서 발매한 컴필레이션 음반으로, 조지 거슈윈이 만든 노래로 이루어져 있다.

## 트랙 리스트
이 음반은 데카 레코드 카탈로그 넘버 A-96을 부여받았다.

디스크 1 (2874)
1. "Somebody Loves Me", 1939년 6월 14일 빙 크로스비와 빅터 영, 그의 오케스트라 (B. G. 드실비, 조지 거슈윈., 발라드 맥도날드) (2:44)
2. "Maybe", 1939년 6월 14일 빙 크로스비, 빅터 영과 오케스트라 (조지 거슈윈, 이라 거슈윈) (2:44)

디스크 2 (2875)
1. "'S Wonderful / My One and Only", 1939년 9월 18일 자크 프레이와 마리오 브라지오티
2. "Who Cares? / Wintergreen for President", 1939년 8월 3일 자크 프레이와 마리오 브라지오티

디스크 3 (2876)
1. "Summertime", 1939년 7월 14일 앤 자미에슨
2. "Looking for a Boy", 1939년 7월 14일 앤 자미에슨

디스크 4 (2877)
1. "Clap Yo' Hands", 1939년 9월 5일 메리 맥스
2. "I Got Rhythm", 1939년 9월 5일 메리 맥스

디스크 5 (2878)
1. "Mine", 1939년 7월 5일 셜리 로스와 포섬
2. "That Certain Feeling", 1939년 7월 5일 셜리 로스와 빅터 영, 그의 오케스트라